# 위일청
위일청(본명은 위규용, 1955년 2월 1일 ~ )은 대한민국의 가수 겸 작곡, 작사가이자 벤처기업인이다. 1981년 서울국제가요제로 데뷔하였다.

## 이력
1974년 미8군 무대를 시작으로 음악활동 시작. 다운타운의 메탈 그룹사운드 활동과 당시 인기 그룹사운드 "딕 훼밀리"를 거치면서 락과 부루스 음악을 접하였고 이후 쉘부르를 비롯한 다수의 라이브 무대 활동거치면서 포크음악을 섭렵한 후 1981년 KBS 주최 서울국제가요제에 자작곡 "사랑은"으로 정식 데뷔하였다.
82년 정통 락밴드 "허리케인"을 결성하여 다운타운 활동과 KBS "젊음의 행진"에 출연하면서 방송활동을 하였다.
84년 6인조 혼성밴드 "서울패밀리"를 결성하여 85년 "내일이 찾아와도"가 수록된 서울패밀리 1집을 발표하면서 폭발적인 인기와 함께 대중가수로의 활동을 시작한다
이어 86년"이제는"이 수록된 서울패밀리 번안가요앨범은 당시 40만장이라는 기록적인 앨범판매와 함께 "1986년" "1987년" 양대 방송사 10가수로 선정되었다.
1987년 MBC 베스트극장 <사촌들>에 삽입된 <타타타>를 불렀는데 나중에 김국환이 리메이크 했다.
서울패밀리 정상의 위치에서 활발하게 활동하는 도중 그룹 들국화가 공연문화를 일으키는 모습을 보고 순수하게 그룹음악으로 돌아가고 싶어 멤버들에게 밤업소를 접고 대학로 공연을 해보자고 제안했지만 수입이 보장되지 않는다는 이유로 멤버들에게 지지를 얻지 못하자 체워지지 않는 음악적인 욕심으로 잠시 서울 패밀리를 떠나 솔로로 활동하게 되었다고 한다.  
1988년 솔로 유닛트 활동을 시작하여 4장의 앨범과 13장의 리메이크 앨범으로 2,000만장의 판매를 가지고 있으며 SBS 일일드라마 사랑의 찬가 주제가를 부르기도 했는데 이 드라마의 연출자 주일청 PD가 작사자로 참여했다.
소속사는 위리미디어이다.

## 앨범
- 《서울패밀리 1집》(1985년)
- 《서울패밀리 2집》(1986년)
- 《서울패밀리 번안가요집》(1985년)
- 《위일청 1집》(1989년) - 세월, 애모
- 《위일청 2집》(1991년) - 침묵
- 《리메이크 시리즈》(2000년) (1,2,3,4,5,6,7,8,9,10,11,12집)
- 《사랑공감 OST 우연》(2005년)
- 《서울패밀리 2008앨범》(2008년) - 귀거래사. 해피엔딩
- 《서울패밀리 31주년 기념집》(2013년)